# Рух 26 липня
Рух 26 липня (ісп. Movimiento 26 de Julio; M-26-7) — підпільна ліва революційна організація, створена та очолена Фіделем Кастро у 1953 році для повстання на Кубі. Боролася партизанськими методами з режимом Фульхенсіо Батисти.

## Історія
Організація виникла на рубежі 1952-1953 року, її ядро складали студенти Гаванського університету. Спочатку, вона мала назву «Рух молоді століття», оскільки у 1953 році відзначався 100-річний ювілей з дня народження Хосе Марті.
Назва «Рух 26 липня» походить від невдалої атаки на армійські казарми Монкада, у місті Сантьяго-де-Куба, 26 липня 1953 року. Рух було реорганізовано у Мексиці в 1955 році групою з 82-вигнанців революціонерів, включаючи Фіделя, його брата Рауля, Каміло Сьєнфуегоса, і аргентинського революціонера Че Гевари. Їх завданням було сформувати організовані партизанські сили для повалення режиму Батісти. 
«Рух 26 липня» спирався на підтримку робітничого класу, селянства, лівих верств дрібної буржуазії, а також на таємну підтримку Радянського Союзу по закордонних каналах КДБ.
У серпні 1957 року в ряді кубинських міст почався страйк, спровокована загибеллю одного з активістів «Руху 26 липня» Франка Паїса. Через свій стихійний характер страйк був приречена на невдачу.
Після 1959 року політичні партії, опозиційні уряду Фіделя Кастро, були розпущені. Офіційно продовжувалася діяльність тільки трьох проурядових організацій: «Руху 26 липня», очолюваного самим Фіделем Кастро, «Народно-соціалістичної партії (комуністичної)» та «Революційного директорату 13 березня». У 1961 році вони злилися в «Об'єднані революційні організації», перетворені у 1962-1963 в «Єдину партію соціалістичної революції Куби» (ЕПСРК). З того часу на Кубі існує однопартійний режим.
Прапор «Руху 26 липня» дотепер є символом Кубинської революції. Нашивки з цим прапором носяться на плечах кубинської армійської уніформи.